# Heber City
Heber City je správní město okresu Wasatch County ve státě Utah. K roku 2010 zde žilo 11 362 obyvatel. S celkovou rozlohou 9 km² byla hustota zalidnění 816 obyvatel na km². Bylo pojmenováno podle Hebera C. Kimballa